# Boscos d'Europa
Els boscos d'Europa són rics i variats. El bosc és una àrea amb una alta densitat d'arbres, hi ha diversos tipus de boscos al voltant del món. Europa és un continent amb una gran varietat de boscos, des de boscos mediterranis fins a boscos temperats. L'ésser humà, des de temps antics, ha après a utilitzar els recursos provinents del bosc per a la seva necessitat, però de vegades, de forma incorrecta.

## Edat mitjana
En el transcurs de l'edat mitjana, els boscos europeus van anar disminuint la seva extensió. Els vilatans tallaven els arbres per a l'obtenció de llenyes per a la cuina, per a usos medicinals, per escalfar-se'n èpoques de fred, construir els seves edificacions, etc. Mentre anaven passant els anys, la població europea anava creixent i calia alimentar a una gran quantitat de personis.
La ramaderia, l'agricultura i la destrucció de boscos per construir nous poblats, va fer que els boscos es reduïssin a una grandària molta menor. Avui dia, gairebé no quedin boscos que datin de l'edat mitjana, només es podien trobar alguns boscos als països nòrdics de l'Est i en part de Rússia.
En l'edat mitjana, la fusta constituïa l'única font d'energia, al costat de l'aigua, en aquest moment. Al segle xvi, la fusta s'utilitza, tant en els llars com en la indústria, de diverses formis:
S'utilitzava per a la calefacció.
S'utilitzava com a font d'energia en forges i indústries.
A partir del segle xix, s'exigia col·locar travesses de fusta per poder recolzar-hi els rails.
Els primers cotxes es feien de fusta.
A mitjan Edat Moderna, es requerien grans quantitats de fustes per a la fabricació de navilis per a l'exploració, el comerç i per als batallis marítimes. Els grans imperis d'Anglaterra, Espanya, França, Països Baixos i Portugal demandaven grans quantitats de fustos: Espanya utilitzava la fusta per fabricar vaixells per a l'exploració i l'Armada Invencible, Anglaterra per a la creació de poblats i bucs de la HMS. En tant a França, hi havia escassetat de fusta a causa de la ràpida desforestació, és a dir, Espanya podia crear 75 bucs amb la fusta dels seus boscos, mentre França només podia crear 20 bucs.

## Boscos artificials
Són bosc plantats per l'home amb espècies exòtiques adaptables al mitjà amb finalitats de doble propòsit: protecció i producció. Amb 900 000 hectàrees, el Bosc de les Landes és un dels boscos artificials més grans d'Europa. Va ser plantat en el segle xix, i té molt poca varietat de pins, entre ells estan: Pinus radiata i Pinus patula. Aquests són utilitzats majorment per a la construcció de llars i el subministrament de materials a les mines de carbó.

## Tipus d'arbres europeus
Podem classificar els arbres que viuen a Europa en dues categories:
Frondosos: arbres amb fulles que cauen en tardor: és el cas, per exemple, del roure i el faig, entre d'altres. Només el surera i l'alzina tenen fulles perennes.
Resinosos: tenen fulles transformades en agulles. Aquestes cauen al cap de dos o tres anys però mai totes al mateix temps. Aquests arbres també produeixen resina, per aquest motiu reben el nom de « resinosos ». El avet i el pi són resinosos molt coneguts. Finalment, aquests arbres es reconeixen també pel seu fruit: la pinya, per això es diuen coníferes.

## Tipus de boscos a Europa
- Bosc septentrional: és el bosc dels climes freds. Aquí trobarem principalment resinosos com el pi silvestre, la picea i l'avet.
- Bosc temperat: boscos caracteritzats per temperatures mitjanes anuals de prop de 15 °C i precipitacions mitjanes entre 500 mm i 1.000 mm anuals.
- Bosc mediterrani: bioma que es desenvolupa en regions amb clima mediterrani, caracteritzat pels hiverns temperats, els estius secs i tardors i primaveres amb abundants precipitacions, a més de freqüents incendis forestals als quals la vegetació està adaptada.
- Bosc muntanyenc: l'altitud exerceix un paper important en la distribució dels arbres als vessants de les muntanyes. Els arbres es distribueixen per estrats.

## Boscos temperats
Bosc temperat és un bosc de la zona de clima temperat. Aquests boscos es corresponen amb les concentracions forestals formats a l'hemisferi nord i sud, o en regions temperades. Les característiques principals inclouen: Fulles amples, arbres grans i alts i sense vegetació estacional. Els boscos temperats poden estar més distingit dels patrons del clima i les característiques geogràfiques que afavoreixen el predomini de certes classes d'arbres. En boscos temperats de coníferes, predominen coníferes sempre verdes, mentre que en els boscos temperats de frondoses, existeix una distribució més equitativa entre els arbres de fulla perenne i de fulla caduca. Els boscos temperats caducifolis, un subgrup dels boscos temperats de frondoses, estan formats per arbres que perden les fulles cada any. Finalment, els boscos temperats humits solen tenir fortes pluges i humitat densa.
A la regió temperada, els hiverns són suaus i les pluges són moderades. Els boscos contenen arbres, matolls i arbust. La majoria d'arbres són caducifolis, que perden les seves fulles durant la tardor. En algunes àrees, els arbres de fulla caduca són reemplaçats per coníferes. Els arbres principals que proliferen en aquests boscos són els roures, els freixes, els aurons, els bedolls, faigs, pollancres, oms i els pins. En moltes àrees, els boscos han estat talats per donar pas al cultiu. Arbres de fusta dura de fulla perenne que són àmpliament espaiats i es troben a la regió mediterrània són l'alzina surera, l'olivera, el roure i el pi pinyoner.

## Boscos caducifolis temperats
Boscos temperats de frondoses mixtos o simplement boscos caducifolis temperats és un bioma de zones temperades i humides. L'estructura típica d'aquest bosc inclou quatre capes. La capa superior és la capsada amb arbres madurs alts de 33 a 66 metres d'alçada. Sota aquesta capa n'hi ha tres que són tolerants a l'ombra de 9 a 15 metres més bixes que la coa de la capsada. La part superior d'aquesta capa la componen arbres madurs més baixos que esperen que la capa de la capsada s'obri per poder créixer més. Sota la capa segona hi ha la capa formada per arbusts de creixement lent. Típicament la capa més pròxima al sòl està ocupada per herbàcies i és on hi ha més biodiversitat d'espècies.
Els arbres de fulla ampla dominants en aquest bioma inclouen els roures (Quercus spp.), faigss (Fagus spp.), aurons (Acer spp.), i bedolls (Betula spp.). El terme "boscos mixtos" prové de la inclusió d'abres coníferes en aquests boscos. Típicament les coníferes inclou: Pins (Pinus spp.), avets (Abies spp.), i pícees (Picea spp.). En algunes zones d'aquest bioma les coníferes dominen en les boscos per sobre dels caducifolis.
Els boscos temperats de frondoses mixtos ocorren en zones amb estació càlida i fresca diferenciada, que donen temperatures anuals moderades (de 3 a 15.6 °C). Aquest boscos es presenten en climes relativament calents i plujosos, de vegades amb una estació seca que a l'est d'Àsia es presenta a l'hivern i a la part humida de la conca del Mediterrani a l'estiu.Altres zones tenen una distribució de la pluja més uniforme; la pluja anual és tipícament de 600 litres i sovint de 1500 litres. Les temperatures són típicament moderades excepte en parts d'Àsia com Ussurilàndia on els hiverns poden ser frígids.

## Boscos de ribera

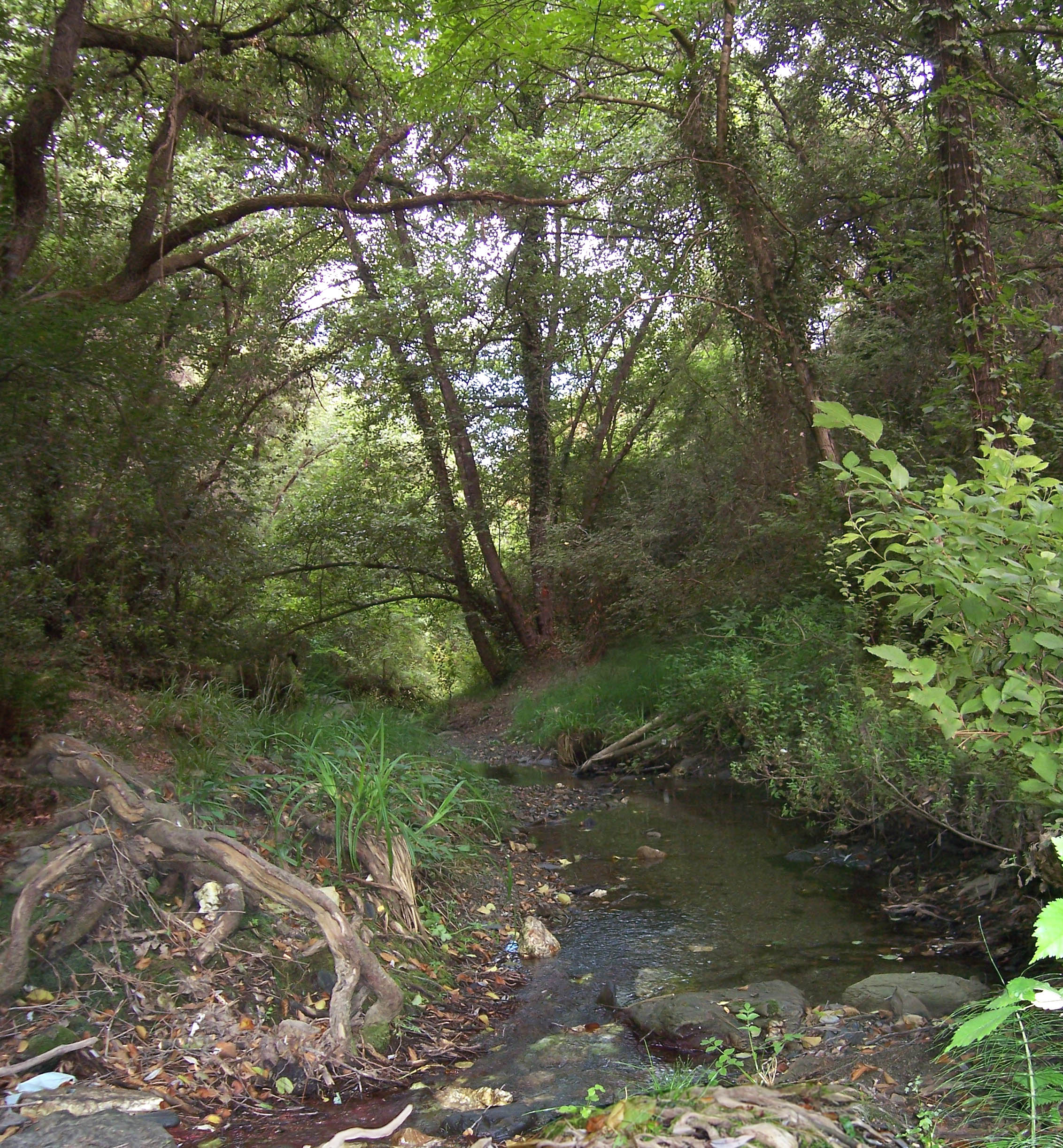
Bosc de ribera a Collserola, la Rierada.

Els boscos de ribera o galeria són boscos caducifolis que creixen a banda i banda dels cursos fluvials, (és a dir, formant galeries sobre sòls que, a partir d'una certa profunditat, acostumen a estar amarats d'aigua provinent del riu o torrent veí (mantell freàtic).
A l'àrea mediterrània i submediterrània, són els més productius perquè rarament els falta l'aigua, el principal factor limitador del creixement de la vegetació en aquestes àrees. Si a aquest fet hi afegim la riquesa en nutrients minerals que acostuma a caracteritzar els sòls formats a partir de sediments portats per les aigües fluvials (al·luvions), no és estrany que les alberedes, els boscos que corresponen a la major part de les ribes amb sòls profunds dels rius i rieres del Bages, puguin superar fàcilment els 20 metres d'alçària. La vegetació dels boscos de ribera està adaptada a les inundacions periòdiques que eventualment poden tombar o arrancar arbres i arbustos.
A continuació, s'indiquen algunes de les espècies més habituals en els boscos de ribera dels Països Catalans:
- Àlber (Populus alba)
- Freixe (Fraxinus excelsior i Fraxinus angustifolia)
- Gatell (Salix cinerea)
- Om (Ulmus minor)
- Pollancre (Populus nigra) i els seus híbrids
- Salze blanc (Salix alba)
- Sarga (Salix eleagnos)
- Tamariu (Tamarix sp.)
- Vern (Alnus glutinosa)

Aquests boscs solen anar acompanyats de diversa vegetació de ribera, que en zones baixes o de mitja muntanya a les nostres contrades pot incloure plantes com ara baladres, murtra, aloc, diverses herbes, falgueres, etc., a més de plantes aquàtiques, joncs, canyes, etc.

## Boscos mediterranis
Boscos, bosquets i matollars mediterranis és un bioma terrestre temperat, caracteritzat pels estius calents i secs i hiverns plujosos. Els estius són típicament càlids en altituds baixes interiors però poden ser frescos a zones com San Francisco de Califòrnia, que tenen aigües marines fredes. Els hiverns són típicament suaus en zones litorals però poden ser freds a l'interior i a grans altituds.

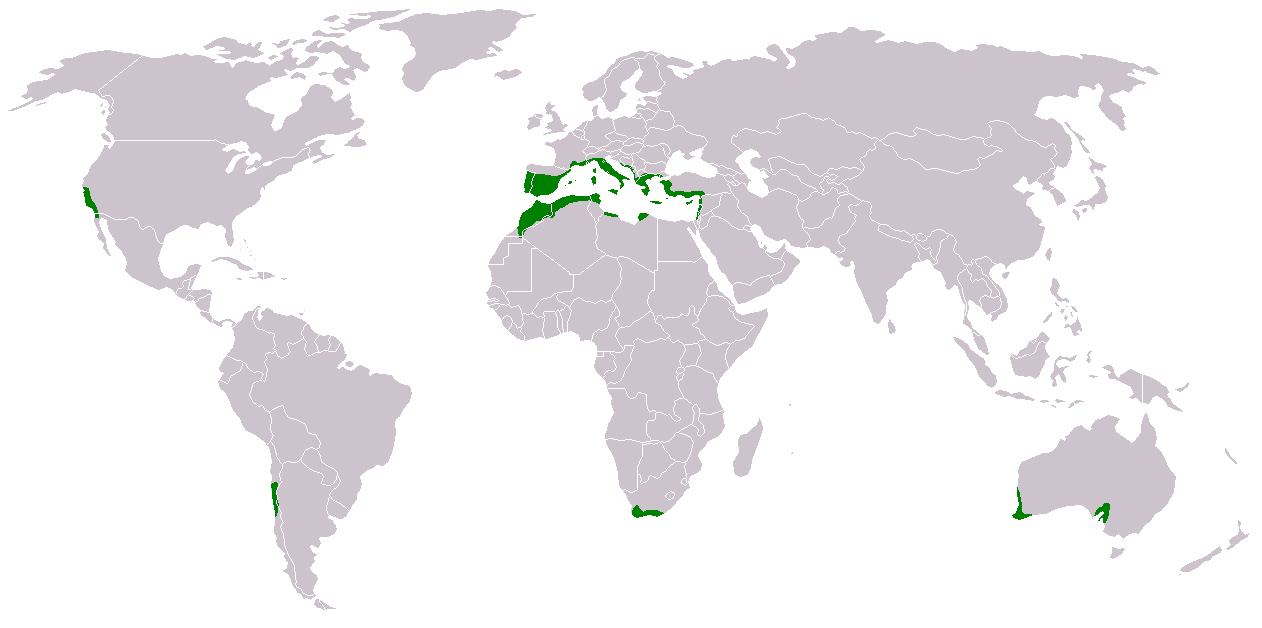
Distribució potencial del bosc mediterrani i de zones de clima mediterrani

Els boscos i matollars mediterranis es troben en cinc ecoregions del món que tenen vegetació mediterrània sota un clima mediterrani a l'oest dels continents en latituds mitjanes: la Conca del Mediterrani, Califòrnia, Xile central, Austràlia del sud-oest, i zona oest del Cap a Sud-àfrica.
Aquestes regions són de gran diversitat en hàbitats i espècies. Els tipus de vegetació poden anar de boscos a arbredes, sabanes, matollars i praderies; els paisatges en "mosaic" són comuns. Molta de la vegetació mediterrània és esclerofil·la (de fulles dures)
Els arbres més comuns són de fulla perenne: els pins, l'alzina i l'alzina surera. Tot i així, en les zones del bosc més humides i fresques — sobretot a les obagues — s'hi estableixen arbres de fulla caduca, dels quals els més destacats són l'avellaner i el roure. Les fulles de les espècies vegetals són petites i dures per conservar la humitat.

### Fauna
La diversitat d'ambients, altituds, orientació, composició del substrat, microclimes, etc. origina una considerable varietat de fauna.
Els mamífers més representatius són: 
- Porc senglar, cabra salvatge, rabosa, teixó, gerdosa, geneta, mostela, conill, eriçó comú, liró caretó, musaranya comuna i ratpenat.

Entre els amfibis podem trobar: 
- Galibat o ofegabous, gripau d'esperons, gripau parter ibèric, gripau comú i granota.

Quant als rèptils: 
- Sargantana cuallarga.
- Colobres: De Ferradura, Bastarda i D'Escala.

Les aus constituïxen el grup més interessant i abundant, destacarem: 
- Gaig, estornell, abellerol, oriola, agatejador, oreneta daurí

- Rapinyaires diürnes: 
  - Àguila reial, àguila perdiguera, àguila culebrera, àguila calçada, astor i falcó pelegrí.

- Rapaços nocturns: 
  - gamarús eurasiàtic, mussol reial i mussol xic.

En els barrancs i rius podem trobar: 
- Madrilla, carpa i truita de riu.

### Evolució
Es considera un bosc jove aquell que té de 20 a 40 anys, caracteritzats pels seus alts pins i petites alzines que creixen entre pi i pi. Tot i l'alçada dels pins, la llum hi passa abundant, per això hi ha molt sotabosc. Un bosc mediterrani jove té un risc alt d'incendi forestal, ja que les espècies contenen molts olis volàtils inflamables amb gran facilitat quan les temperatures són prou altes; és el que s'anomenen espècies piròfites. Els pins més alts, les alzines que comencen a ser grans (i guanyen territori) són algunes de les característiques d'un bosc entre 40 i 80 anys. En aquest bosc no hi ha tant risc de foc, ja que no hi ha gaire sotabosc (la llum ja no passa tant).